# 克羅伊登
克羅伊登（英語：Croydon）是南倫敦的一個鎮，位於克羅伊登區內，地處查令十字以南9.5英里，它是大倫敦的11個大都會中心之一。
在歷史上克羅伊登曾是薩里郡的一部分。在諾曼征服英格蘭時期，克羅伊登擁有一間教堂及一間作坊，當時的居民大約有365人。中世紀的時候克羅伊登被擴建成一座集鎮並成為木炭和皮革製造中心及釀酒中心。1803年開通的從克羅伊登至Wandsworth的薩里鐵路（英語：Surrey Iron Railway）是世界上最初的馬車鐵路，後來發展成為一種重要的交通方式，促使克羅伊登變成倫敦市和更廣區域的通勤鎮。到了20世紀初，克羅伊登成為了一個重要的工業中心，以汽車製造，金屬行業和它的機場而聞名。進入20世紀中葉，這些行業被零售業和服務業取代。1965年克羅伊登被合併到大倫敦。如今車流被轉移到步行街以外。它的主要火車站，東克羅伊登站是英國鐵路運輸系統中的一個主要樞紐。

## 語源
當地名稱來自古英语“croh”（番紅花）和“denu”（山谷），同薩弗倫沃爾登（Saffron Walden）一樣，都是產番紅花香料（Saffron）的地方。當地種植番红花的歷史可能起始於羅馬不列顛時代，種植的番红花供應給倫敦的市場，用以治療眼瞼炎等疾病。

## 交通

### 巴士
倫敦交通局運營克羅伊登市內和周邊的巴士運輸。

### 鐵路
位於克羅伊登鎮中心東側的東克羅伊登站是主要車站，它是克羅伊登最大和最繁忙的火車站。如果排除倫敦地鐵旅行票區1的車站，它也是倫敦第三繁忙的火車站。西克羅伊登站也位於此地。

## 外部連結
- （英文）克羅伊登區